# Воскресенские Ворота (проезд)
Прое́зд Воскресе́нские Воро́та — пешеходная московская улица в Китай-городе между площадью Революции и Красной площадью. Проходит через Воскресенские ворота Китайгородской стены, откуда и название. Стороны проезда образуют оформленные в русском стиле торцы зданий Государственного исторического музея и Старой городской думы.

## История
Воскресенский проезд получил название в XVIII веке по Воскресенским воротам — проезжей башне Китайгородской стены, сооруженной в 1535 году. В 1935—1993 годах назывался Исторический проезд по зданию Исторического музея.
Воскресенские ворота были разобраны в 1931 году по причине того, что мешали проезду техники на Красную площадь во время военных парадов и массовому проходу пеших колонн во время демонстраций. В 1994—1995 годах Воскресенские ворота и Иверская часовня были воссозданы.
Прежнее название — Троицкие ворота — по ближней Троицкой башне Кремля; Иверские — по установленной в 1669 году между двумя проездами ворот часовне Иверской иконы Божией Матери — и Неглиненскими (Неглименскими) — дорога из них выходила к мосту через речку Неглинную. Все эти названия наличествуют на планах Москвы и в исторических документах XVII века.
Ворота назывались и Львиными: в 1556 году английский король прислал Ивану Грозному в подарок льва, львицу и львёнка. Клетку с ними поместили для обозрения во рву близ ворот. В 1929—1993 годах — Исторический проезд — по образующему одну из его сторон Историческому музею, основанному в 1872 году.

## Описание
Проезд Воскресенские Ворота соединяет площадь Революции с Красной площадью и проходит между зданием Городской думы и Историческим музеем параллельно Кремлёвскому проезду.
После восстановления Иверской часовни в 1995 году проезд Воскресенских ворот снова превратился в пешеходную улицу, ведущую на Красную площадь, в результате чего тяжёлая военная техника, с 2008 года вновь участвующая в парадах, теперь въезжает на Красную площадь лишь через параллельный Кремлёвский проезд (в советское время тяжёлая техника шла через оба проезда двумя двойными колоннами, обтекая здание Исторического музея с двух сторон).
В проезде находится знак нулевого километра автодорог РФ.
|                                                         |  |                                                                         |  |                       |
| На фотографии 1870-х гг. (до возведения боковых зданий) |  | Дорога к Московскому Кремлю у Иверских ворот. Акварель начала XIX века. |  | Вид с Красной площади |